# 紐克湖
紐克湖是俄羅斯西北部的淡水湖，位於卡累利阿共和國內，海拔高度134米，面積214平方公里，平均深度8.6米，最大深度40米，湖中島嶼面積220平方公里，在每年10月下旬開始結冰，直至翌年4月下旬。